# Klaus Beichel
Klaus Beichel (* 29. Oktober 1929; † 22. Januar 2009 am Tegernsee) war ein deutscher Unternehmer.
Beichel war ab 1959 stellvertretender Hauptgeschäftsführer des Verbands der Bayerischen Druckindustrie und von 1961 bis 1998 Hauptgeschäftsführer des Verbands der Bayerischen Druckindustrie. Von 1985 bis 1999 war er Mitglied des Medienrates und Vorsitzender des Grundsatzausschusses der Bayerischen Landeszentrale für neue Medien.
Das Bundesverdienstkreuz 1. Klasse erhielt er am 13. Januar 1987, das Große Verdienstkreuz erhielt er am 2. März 1990 und das Große Verdienstkreuz mit Stern am 31. August 1994. Außerdem war Träger des Bayerischen Verdienstordens, der Staatsmedaille für besondere Verdienste um die bayerische Wirtschaft und seit 2000 des Ullstein-Rings.